# Преди да реши съдът
„Преди да реши съдът“ е български телевизионен игрален филм (криминален) от 1986 година на режисьора Александър Раковски, по сценарий на Камен Русев. Оператор е Ивайло Кузов.
Филмът прави дебют в рубриката „Студио Х“ на Българската телевизия.

## Сюжет
На местопрестъплението е открит трупа на...мишка и празната каса на...

## Актьорски състав
| Роля | Изпълнител          |
| ---- | ------------------- |
|      | Асен Ангелов        |
|      | Владимир Люцканов   |
|      | Живко Гарванов      |
|      | Ириней Константинов |
|      | Мадлен Чолакова     |